# Leopoldo Luis del Palatinado-Veldenz
Luis Leopoldo del Palatinado-Veldenz (alemán: Leopold Ludwig) (Lauterecken, 1 de febrero de 1625 - Estrasburgo, 29 de septiembre de 1694) fue el Duque de Veldenz desde 1634 hasta 1694.

## Vida
Leopoldo Luis nació como el hijo más joven de Jorge Gustavo, Condé del Palatino de Veldenz, de su segundo matrimonio con María Isabel del Palatinado-Zweibrücken (7 de noviembre de 1581-18 de agosto de 1637), hija del duque Juan I.
Después de la muerte de su padre en 1634, lo sucedió ya que sus hermanos mayores ya habían muerto. Durante la guerra de los Treinta Años, sus tierras fueron ocupadas, y nuevamente durante la guerra de los Nueve Años por soldados suecos, españoles y posteriormente franceses. Luis Leopoldo murió en Estrasburgo en 1694 y fue enterrado en Lützelstein (ahora llamada La Petite-Pierre, en Francia). Como no tenía hijos que le sobreviviesen, Veldenz fue heredado por la línea del Palatinado-Kleeburg, cuyo jefe era Carlos XI, rey de Suecia.

### Matrimonio e hijos
Leopoldo Luis se casó con Ágata Cristina la hija menor del conde Felipe Wolfgang de Hanau-Lichtenberg, el 4 de julio de 1648 y tuvieron los siguientes hijos:
- Hija sin nombre (1649).
- Ana Sofía (20 de mayo de 1650 - 12 de junio de 1706).
- Gustavo Felipe (17 de julio de 1651 - 24 de agosto de 1679).
- Isabel Juana (22 de febrero de 1653 - 5 de febrero de 1718), casada con Juan XI de Salm-Kyrburg (1635–1688).
- Cristina (29 de marzo de 1654 - 18 de febrero de 1655).
- Cristina Luisa (11 de noviembre de 1655 - 14 de abril de 1656).
- Christian Luis (5 de octubre de 1656 - 15 de abril de 1658).
- Dorotea (16 de enero de 1658 - 17 de agosto de 1723), casada con el Conde Palatino del Rin Gustavo del Palatinado-Zweibrücken y Duque en Baviera.
- Leopoldo Luis (14 de marzo de 1659 - 17 de marzo de 1660).
- Carlos Jorge (27 de mayo de 1660 - 3 de julio de 1686).
- Agatha Leonor (29 de junio de 1662 - 1 de enero de 1664).
- Augusto Leopoldo (22 de diciembre de 1663 - 9 de septiembre de 1689).